# Джейкъб Лекхето
Джейкъб Легхето е бивш юнжоафрикански футболист, защитник. Участник на Мондиал 2002

## Кариера
Започва кариерата си в Морока Свавоулс. През 2000 дебютира за националния отбор на ЮАР в мач срещу Малта. През 2001 преминава в Локомотив Москва. Там играе със сънародника си Бенет Мнгуни. В Локомотив Джейкъб става един от най-важните играчи на отбора и един от любимците на феновете и треньора Юри Сьомин. За „железничарите“ във всички турнири той изиграва 116 мача и вкарва 5 гола. Става два пъти шампион на Русия и носител на суперкупата. През 2002 и 2003 попада под номер 1 в списък „33 най-добри“. Слага край на кариерата си през 2004 година поради заболяване на съпругата му от туберкулоза и се завръща в ЮАР, живееки в Йоханесбург.
През февруари 2007 се появява информация, че Лекхето е загинал в автомобилна катастрофа, но тя се оказва невярна. На 9 септември футболистът умира от СПИН.